# Primo Zamparini
Primo Zamparini est un boxeur italien né le 9 février 1939 à Fabriano dans la province d'Ancône et mort le 21 août 2024.

## Carrière
Primo Zamparini participe aux Jeux olympiques d'été de 1960 dans la catégorie des poids coqs. Il arrive en finale mais perd contre le boxeur soviétique Oleg Grigoryev et remporte la médaille d'argent.

## Palmarès

### Jeux olympiques
- Jeux olympiques de 1960 à Rome,  Italie
  -  Médaille d'argent